# Carlinhos (football, août 1994)
Pour les articles homonymes, voir Carlinhos.
Carlos Antonio de Souza Júnior, dit Carlinhos Júnior ou Carlinhos, né le 8 août 1994 à Rio de Janeiro, est un footballeur brésilien évoluant au poste d'attaquant au sein du club japonais du Shimizu S-Pulse.

## Biographie

### Carrière en club

#### Paraná Clube (2013-2016)
Carlinhos signe professionnel au Paraná Clube le 1er janvier 2013. Le 3 mars, il est titularisé par Toninho Cecílio pour son premier match contre Paranavaí et inscrit le but d'une victoire 2-1 en Paranaense, championnat régional brésilien.

#### Botafogo PB (2016-2017)
Le 1er janvier 2016, Carlinhos signe au Botafogo PB en s'engageant gratuitement, en Série C.

#### FC Lugano (2017-2020)
Le 1er janvier 2017, le Brésilien s'engage en faveur du club suisse du FC Lugano. Les Tessinois ne dépensent aucune somme pour cette transaction.
Le 19 octobre 2017, Carlinhos marque son premier but en phase de groupes de la Ligue Europa 2017-2018, contre le Viktoria Plzeň, en réalisant une superbe reprise de volée (victoire 3-2 au Swissporarena).

#### Shimizu S-Pulse (depuis 2020)
Le 20 février 2020, Carlinhos signe au Shimizu S-Pulse et échoit du numéro 10.
Les débuts de Carlinhos sont compromis par la pandémie de Covid-19 qui stoppe le championnat pendant quelques mois. Il joue son premier match le 4 juillet 2020, titularisé contre le Nagoya Grampus lors de la 2e journée de J1 League. Le 22 juillet suivant, Carlinhos ouvre son compteur dans l'élite japonaise en marquant sur la pelouse du Sagan Tosu (1-1). Le Brésilien se montre efficace au cours du mois de septembre 2020 en inscrivant quatre buts en six rencontres. 